# Lassinsaari (ö i Norra Karelen)
Lassinsaari eller Ruutinsaari är en ö i Finland. Den ligger i Pielis älv och i kommunen Joensuu i den ekonomiska regionen  Joensuu ekonomiska region  och landskapet Norra Karelen, i den sydöstra delen av landet, 400 km nordost om huvudstaden Helsingfors. Öns area är 0,1 hektar och dess största längd är 60 meter i sydväst-nordöstlig riktning. Ön ligger relativt centralt i Joensuu. 